# Satira comica
Satira comica – łacińska satyra nieznanego autorstwa, będąca jedną z odmian popularnego w okresie średniowiecza waganckiego wiersza o europejskich nacjach pt. Quo miser exul debeo. Autorem polskiej wersji był najprawdopodobniej Polak, który do sześciu strof oryginału dodał jedenaście własnych zwrotek, włączając w tekst nacje wschodnie (m.in. Rusinów, Ormian i Wołochów).
Wiersz zbudowany jest z 17 strof. Każda z nich składa się z 7- lub 8-zgłoskowych wersów przeplatanych 6-zgłoskowymi wersami, o oksytonie w średniówce i paroksytonie w klauzuli. Rymy, o układzie abab występują w zakończeniach wersów. Podobny układ stroficzny występuje w średniowiecznym zbiorze waganckich wierszy pt. Carmina Burana.
Satira comica została zapisana w XV wieku w kodeksie zawierającym łacińskie wzory dokumentów (liber formularum). Odkrył ją Aleksander Brückner w berlińskiej Bibliotece Państwowej, a tekst opublikował po raz pierwszy Henryk Kowalewicz w 1976 w „Pamiętniku Literackim”. Autorem przekładu na język polski jest Zygmunt Kubiak.

## Treść utworu
W utworze autor wymienia kilkanaście nacji wraz z ich rzekomymi wadami lub zaletami. Z tekstu czytelnik dowiaduje się, że Alzatczycy są rzekomo smutni, mieszkańcy Saksonii bez przerwy dyskutują, we Flandrii mają zsiadłe mleko, Turyńczycy są skąpi i małomówni, Czesi są żarłokami, pijakami i złodziejami – podobnie jak mieszkańcy Moraw, którzy dodatkowo są też rozrzutni. Węgrzy w utworze przedstawieni są jako smutni i żałośni kłamcy, a Austriacy to fałszywi i sprytni nicponie. Mieszkańcy Frankonii i Szwabii są biedni, więc scholarów nie wspomagają, w przeciwieństwie do Bawarczyków, którzy jednak częstują wyłącznie serem. Natomiast mieszkańcy Karyntii (krainy w południowej Austrii) podają gościom tylko kaszę jaglaną.
Nacje te zostały wymienione zarówno w oryginale, jak i w przeróbce pochodzenia polskiego. Od 47. wersu następuje dodany, nowy fragment.  Rozpoczyna się on pochwałą Szwedów, u których kwitnie pokój i honor, w przeciwieństwie do Norwegów, u których można odnaleźć wyłącznie biedę i suchy chleb. Autor chwali Polaków za kopalnie soli, które przynoszą dobrobyt, jednak gani ich za pijaństwo. Pracy u Rusinów sobie nie wyobraża, radzi także trzymać się z dala od złodziei na Podolu. U Ormian dominować ma przepych, a Wołosi i Bułgarzy mają niechlubne obyczaje. Za to Styria (kraina w południowo-wschodniej Austrii) i Akwileja (miasto w północno-wschodnich Włoszech) słyną z suto zastawianych stołów i wesołego życia, Holandia obfituje w pełne piwnice, Burgundia jest znana z pięknych tkanin, Francja ze wspaniałego oręża, a mieszkańcy Flandrii są odważni. Bretończycy przestali już być dzikusami, podobnie jak mieszkańcy Pikardii (krainy w północnej Francji), którzy dzięki św. Wincentemu stali się pobożni. Hiszpanie i Sabaudowie (mieszkańcy Sabaudii, księstwa w południowo-wschodniej Francji) produkują wspaniałe wina. Italowie są zmienni i nieszczerzy, Nawarczycy napadają często na ludzi, a Szkoci są agresywni. Mieszkańcy Brabancji przestrzegają prawa, nieżyczliwi są za to mieszkańcy Normandii. Wenecja obfituje w mądrych mężczyzn i cnotliwe kobiety. Niemcy według autora są pracowici, Italczycy to zdrajcy, a w Galii lubią tańczyć.
Po wyliczeniach nacji następuje uogólnienie: autor nie wymienia już konkretnych mieszkańców regionów. Według niego na wschodzie mieszkają ludzie mądrzy, choć fałszywi, na zachodzie mieszkają dobrzy i śmiali, na południu – próżniacy, a na północy – zbóje.
Utwór kończy się gorzką refleksją o nierównościach stanowych.